# Mapfre
MAPFRE (Mútua de la Agrupación de Propietarios de Fincas Rústicas de España) és una empresa multinacional espanyola dedicada al sector de l'assegurança amb presència en 46 països. La matriu del grup és la societat MAPFRE S.A., les accions del qual cotitzen en les borses de Madrid i Barcelona.

## Història
L'activitat fundacional s'inicia el 1975. Mapfre es va formar el 16 de maig de 1933 a l'empara dels terratinents que s'oposaven a la política agrària del nou govern de la Segona República Espanyola, sota el nom de «Mutualitat d'Assegurances de l'Agrupació de Propietaris de Finques Rústiques d'Espanya», amb la finalitat d'assegurar els treballadors de les explotacions agrícoles abans de l'entrada en vigor de la nova legislació d'accidents de treball. Posteriorment, la mutualitat en va resultar beneficiada i va anar ampliant la seva activitat asseguradora a altres camps.
En gener de 2007 va realitzar una reestructuració de la seva organització corporativa a escala global que va permetre al grup seguir ampliant les seves activitats i l'expansió internacional. L'operació va suposar la integració de totes les activitats del grup en la societat cotitzada a la Borsa Corporació Mapfre (que passà a anomenar-se Mapfre S.A.); i l'atribució del control majoritari de l'esmentada societat cotitzada a Fundació MAPFRE. Des d'aquesta data, la propietat de la majoria de les accions de MAPFRE S.A. correspon a Fundació MAPFRE.
El 2012 aquesta institució va desenvolupar activitats no lucratives d'interès general en camps com la promoció de la salut, la prevenció d'accidents, la protecció del medi ambient, la recerca científica, la seguretat viària, la formació i investigació en l'àrea de les assegurances, la cultura i l'acció social.
El novembre de 2017 anuncià l'apertura d'una oficina a Tòquio.

## Empreses filials
- Mapfre Inversión Sociedad de Valores, societat anònima destinada a oferir serveis financers, excepte assegurances i plans de pensions.